# Lemovža
La Lemovža (in russo Лемовжа?) è un fiume della Russia, situato nel Volosovskij rajon dell'oblast' di Leningrado, ed è un affluente di destra del fiume Luga.
La Lemovža ha inizio alla confluenza dei fiumi Izvarka e Čërnaja vicino al villaggio di Čërnoe, sfocia nella Luga a 128 km dalla sua foce vicino al villaggio di Lemovzha ad un'altitudine di 29 m sul livello del mare. La lunghezza del fiume è di 48 km, il bacino idrografico è di 839 km².